# Club Megasaray Open II 2021
Il Club Megasaray Open II 2021, noto anche come MTA Open 2021, è stato un torneo maschile di tennis giocato sulla terra rossa. È stata la 2ª edizione dell'Antalya Challenger e faceva parte del circuito Challenger del 2021 di categoria Challenger 80 con un montepremi di 44 820 €. Si è giocato alla Megasaray Tennis Academy di Kadriye (nel distretto di Serik) presso Adalia, in Turchia, dal 1° al 7 febbraio 2021.
La settimana precedente si era tenuta la prima edizione, che era sempre di categoria Challenger 80. A fine stagione si sarebbero tenute sugli stessi campi la terza e la quarta, che erano invece dei Challenger 50.

## Partecipanti

### Teste di serie
| Nazionalità | Giocatore           | Ranking* | Testa di serie |
| ----------- | ------------------- | -------- | -------------- |
| Portogallo  | João Sousa          | 92       | 1              |
| Spagna      | Jaume Munar         | 110      | 2              |
| Colombia    | Daniel Elahi Galán  | 115      | 3              |
| Brasile     | Thiago Seyboth Wild | 118      | 4              |
| Slovacchia  | Jozef Kovalík       | 125      | 5              |
| Argentina   | Facundo Bagnis      | 126      | 6              |
| Italia      | Lorenzo Musetti     | 129      | 7              |
| Germania    | Daniel Altmaier     | 132      | 8              |

* Ranking al 18 gennaio 2021.

### Altri partecipanti
I seguenti giocatori hanno ricevuto una wild card per il tabellone principale:
- Sarp Ağabigün
- Marsel İlhan
- Ergi Kırkın

I seguenti giocatori sono entrati in tabellone come special exempt:
- Cem İlkel
- Tommy Robredo

Il seguente giocatore è entrato in tabellone come alternate:
- Ernesto Escobedo

I seguenti giocatori sono passati dalle qualificazioni:
- Duje Ajduković
- Tomás Martín Etcheverry
- Facundo Mena
- Akira Santillan

Il seguente giocatore è entrato in tabellone come lucky loser:
- Gian Marco Moroni

## Punti e montepremi
| Torneo    | Torneo              | V     | F     | SF    | QF    | 2T  | 1T  | Q | Q2  | Q1  |
| Singolare | Punti               | 80    | 48    | 29    | 15    | 7   | 0   | 4 | 1   | 0   |
| Singolare | Premi in denaro (€) | 6 190 | 3 650 | 2 160 | 1 260 | 730 | 450 | – | 225 | 115 |
| Doppio    | Punti               | 80    | 48    | 29    | 15    | –   | 0   | – | –   | –   |
| Doppio    | Premi in denaro (€) | 2 670 | 1 550 | 930   | 550   | –   | 310 | – | –   | –   |

## Campioni

### Singolare
Carlos Taberner ha sconfitto in finale  Jaume Munar con il punteggio di 6–4, 6–1.

### Doppio
Denys Molčanov /  Oleksandr Nedovjesov hanno sconfitto in finale  Robert Galloway /  Alex Lawson con il punteggio di 6–4, 7–6(2).